# Lac de Toma
Pour les articles homonymes, voir Toma.
Le lac de Toma (appelé Lai da Tuma en romanche, Tomasee en allemand et lago di Toma en italien) se situe dans le canton des Grisons, à l'est de la Suisse, précisément dans la localité de Sedrun, sur le territoire de la commune de Tujetsch, au cœur de la région de Surselva. Niché à 2 345 mètres d'altitude, il s'étend au pied du Piz Badus et de l’Alp Tuma, à proximité du col de l’Oberalp.
Inscrit à l'Inventaire fédéral des paysages, sites et monuments naturels d'importance nationale, le lac de Toma est traversé par le Rein da Tuma, un cours d’eau constituant la source du Rhin antérieur. Ce caractère symbolique est d'ailleurs souligné par une plaque, et le lac est communément considéré comme la source du Rhin.
Depuis le col de l’Oberalp, un sentier de montagne permet d’atteindre le lac en une heure et demie de marche.

## Histoire
Le lac de Toma, d'origine glaciaire, se forme durant la glaciation de Würm, en même temps que le lac de l’Oberalp.
Ce lac est mentionné pour la première fois comme étant la source du Rhin par le naturaliste et moine bénédictin Placidus a Spescha, de l'abbaye de Disentis, vers la fin du XVIIIe siècle.
Le 10 août 1977, il est officiellement inscrit à l'Inventaire fédéral des paysages, sites et monuments naturels d'importance nationale.

## Toponymie
Dans sa langue d’origine, le romanche, le lac est nommé Lai da Tuma. Ce nom reflète la spécificité topographique de l’emplacement du lac : lai signifie « lac », tandis que tuma désigne une « colline » en dialecte sutsilvan. Lai da Tuma pourrait donc se traduire littéralement par « le lac derrière la colline »,. Avec le recul du romanche et la prédominance croissante de l’allemand dans cette région, le nom a évolué en Tomasee.

## Galerie

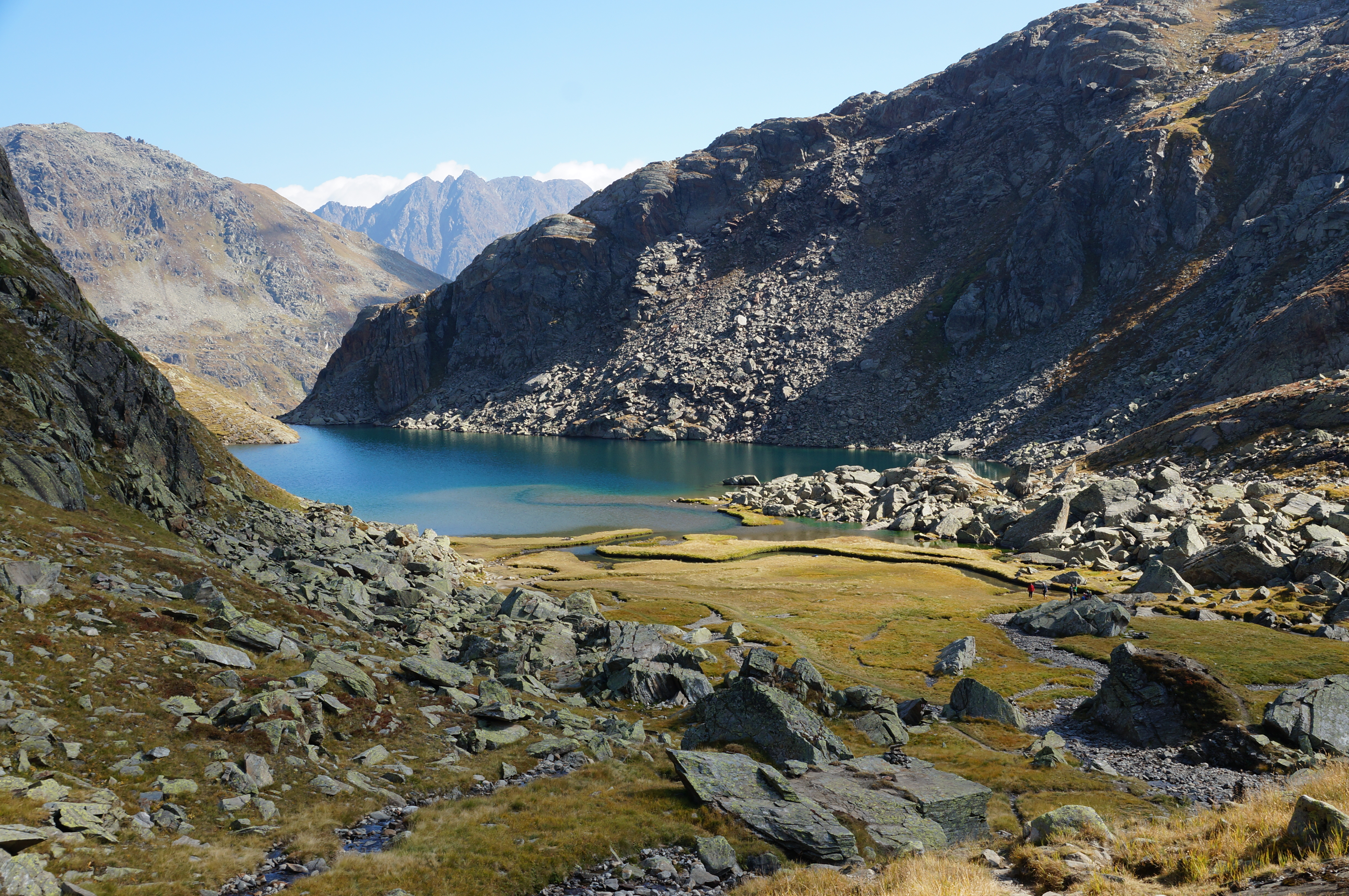
Vue du lac de Toma.
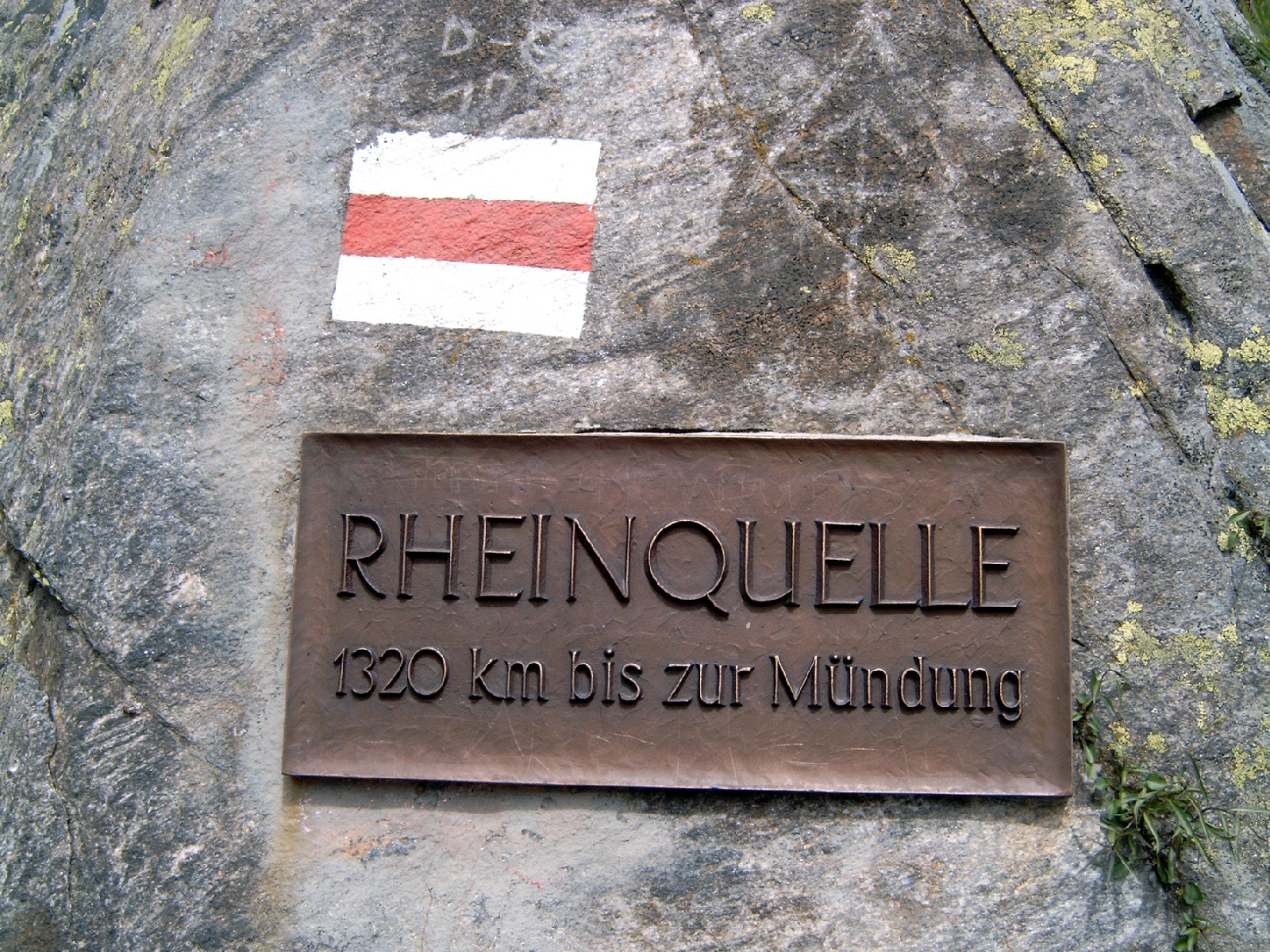
Plaque « source du Rhin » au lac de Toma, indiquant la longueur de son cours jusqu'à la mer du Nord.
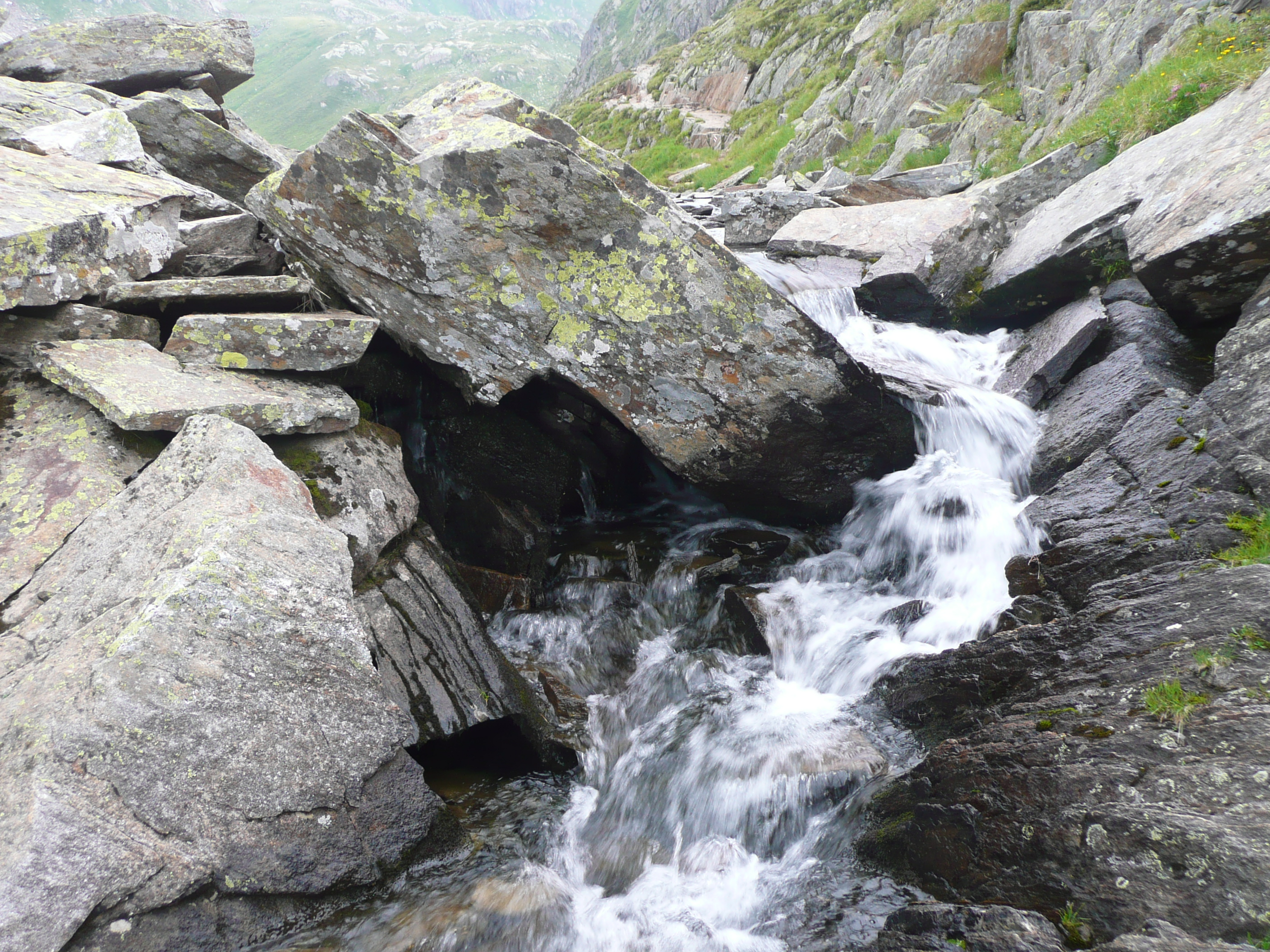
Sortie du Rein da Tuma.
Peinture du lac de Toma de Johann Ludwig Bleuler  et Franz Hegi.